# میکی براون
میکی براون (انگلیسی: Mickey Brown؛ زادهٔ ۸ فوریهٔ ۱۹۶۸) بازیکن فوتبال اهل بریتانیا است.
از باشگاه‌هایی که در آن بازی کرده‌است می‌توان به باشگاه فوتبال پرستون نورث اند، باشگاه فوتبال بولتون واندررز، باشگاه فوتبال نانیتون تاون، باشگاه فوتبال روچدیل، باشگاه فوتبال بوستون یونایتد، و باشگاه فوتبال شروزبری تاون اشاره کرد.